# Acacia asak
Acacia asak är en ärtväxtart som först beskrevs av Peter Forsskål, och fick sitt nu gällande namn av Carl Ludwig von Willdenow. Acacia asak ingår i släktet akacior, och familjen ärtväxter. Inga underarter finns listade i Catalogue of Life.